# 酒吧五傑
《酒吧五傑》（英語：It's Always Sunny in Philadelphia）是一部以美國費城為背景的情景喜劇；2005年8月4號在FX電視台首播，2013年時則改在FXX電視台從第九季開始播出。此劇由羅布·麥克亨尼發想，後來加入葛倫·哈沃頓（GIenn Howerton）共同編劇，主要拍攝及劇本之編寫者為羅布·麥克亨尼、葛倫·哈沃頓（GIenn Howerton）、查理·戴。本劇打破《奧茲與哈莉葉的冒險》的14季紀錄，成為美國最長壽的真人喜劇。

## 概述
該劇的主要角色爲雙胞胎丹尼斯與蒂安卓、麥克、查理和法蘭克（丹尼斯和蒂的爸爸）。這五位古怪的朋友在費城南方經營一家生意慘淡的愛爾蘭酒吧Paddy's，因為主角們奇葩的個性使然，發生了一系列荒謬又充滿黑色幽默的故事。
故事的主角們結黨並以"The Gang" 自居，他們經常行為脫序，除了有酗酒、毒癮、慣性說謊等惡習之外，還有著以自我為心的自戀型人格（NPD）；劇情常圍繞在五位主角間的心理戰，他們互相背叛、阻擾彼此達成個人的目標、並以對方的痛苦為樂；五位主角的感情看似脆弱，但不論發生了什麼事，他們最終還是會選擇回到五人的生活圈，因為沒有人願意和他們當朋友。

## 角色
- 查理（查理·戴 飾演） Paddy's酒吧的合夥人兼清潔人員；麥克的童年好友；與丹尼斯、蒂、麥克就讀同一所高中；法蘭克的室友。有書寫、閱讀、味覺、知覺方面的障礙，智商偏低，卻有音樂的天賦。 長期跟蹤及騷擾其愛慕對象“女服務生”。

- 丹尼斯（葛倫·哈沃頓 飾演） Paddy's酒吧的合夥人兼酒保；和蒂安卓是雙胞胎；對自己的外表極度地重視，不化妝就沒有安全感；丹尼斯有騙砲和偷錄性愛影片的習慣，個性卑鄙陰險且有控制狂傾向；經常只出一張嘴，霸凌及操控其他角色。

- 麥克（羅布·麥克亨尼 飾演） Paddy's酒吧的合夥人兼保全人員；丹尼斯的室友；麥克在高風險家庭中長大，爸爸在蹲牢、媽媽也對他不聞不問。與麥當勞叔叔同名同姓；因為缺乏安全感而時常尋求他人的認同（尤其是他的爸爸）；熱衷武術及宗教。

- 蒂安卓（凯特琳·奥尔森 飾演） Paddy's酒吧的合夥人兼女服務生；獨自住在一棟公寓裡；是“The gang”中唯一的女性，因此被排擠，其他四人喜歡說“蒂長的很像鳥”來霸凌她；常利用、霸凌她的約會對象；夢想是成為女演員，但顯然缺乏演戲的天份。

- 法蘭克（丹尼·德维托 飾演） Paddy's酒吧的合夥人兼金主；丹尼斯和蒂的爸爸；查理的室友；其衛生習慣比查理還差；曾經是一位成功的生意人，因此資產雄厚；有毒癮、賭博、濫用槍枝、在公共場所到處裸露的習慣；通常是五人中計劃的主導者。